# Caimau
Caimau (Caimauc, Caimauc Quic) war ein traditionelles Reich im Verwaltungsamt Remexio (Gemeinde Aileu). Nach Angaben des U.S. Office of Geography von 1955 lag das Hauptdorf im heutigen Suco Faturasa, 26 km südöstlich von der Landeshauptstadt Dili und 24 km östlich von der Gemeindehauptstadt Aileu. An den angegebenen Koordinaten findet sich heute aber keine Siedlung mehr. 1936 wurde der Ort von den Portugiesen in Nova Portel umbenannt, fälschlicherweise manchmal Nova Portal geschrieben. Doch der Name setzte sich nicht durch und einige Jahre nach dem Zweiten Weltkrieg kehrte man zum alten Namen zurück.
Caimau war eines der beiden traditionellen Reiche in Remexio, die von einem Liurai regiert wurden. Es taucht in einer portugiesischen Liste von 47 Liurai-Reichen aus dem Jahre 1868 auf.
1901 wurde der Suco Dato vom aufgelösten Reich Failacôr an das Reich Caimau angegliedert.